# Vintage Tech 2
Albums de Tech N9ne
Klusterfuk
(2012) E.B.A.H.
(2012)
Vintage Tech 2 est une compilation non officielle du rappeur Tech N9ne, sortie le 23 juillet 2012. Elle regroupe beaucoup d'inédits et de morceaux rares de l'artiste comme la précédente.

## Liste des titres
| No  | Titre                                          | Album d'origine                                   | Durée |
| --- | ---------------------------------------------- | ------------------------------------------------- | ----- |
| 1.  | Here I Come                                    | Anghellic                                         | 4:59  |
| 2.  | Mad Confusion (featuring Hannibal Bear Lector) | The Worst                                         | 2:33  |
| 3.  | Kansas City King                               | Inédit                                            | 5:35  |
| 4.  | It Gets Rough                                  | Inédit                                            | 1:16  |
| 5.  | Beef (featuring Krizz Kaliko)                  | Bande originale de Beef                           | 5:02  |
| 6.  | Sleeping Beauty                                | Everready (The Religion)                          | 5:18  |
| 7.  | Big Bad Wolf                                   | Inédit                                            | 5:00  |
| 8.  | Sometimes                                      | Inédit                                            | 4:18  |
| 9.  | Earthquake (featuring Don Juan)                | Hood 2 Hood (Compilation Mizery Entertainment)    | 3:10  |
| 10. | Hey Muthafuckaz (featuring Grant Rice)         | Inédit                                            | 4:10  |
| 11. | Breathe Again                                  | Inédit                                            | 3:50  |
| 12. | I Want You For Myself                          | Inédit                                            | 3:45  |
| 13. | I'll Pass (featuring Don Juan)                 | Inédit                                            | 3:09  |
| 14. | The Virus                                      | Inédit                                            | 4:37  |
| 15. | Hellbound                                      | Inédit                                            | 3:50  |
| 16. | Killin' It (featuring Kalibur et Kostik)       | Dienasty Records: The Live Sick Compilation       | 6:23  |
| 17. | Jackin 2K                                      | Inédit                                            | 3:02  |
| 18. | Sacrifice (featuring Kottonmouth Kings)        | Strange Noize Tour 07                             | 5:19  |
| 19. | Smoke Sumting                                  | Killer (Titre bonus)                              | 4:35  |
| 20. | Donde Esta La Fiesta                           | Bande originale de The Life of the Lucky Cucumber |       |
| 21. | Take It Off (featuring K-Dean & Lady Q)        | Sickology 101 (Titre bonus)                       | 5:10  |
| 22. | Killer                                         | Killer (Titre bonus)                              | 3:33  |
| 23. | Turn                                           | Inédit                                            | 4:03  |
| 24. | Take a Picture                                 | Inédit                                            | 3:59  |
| 25. | Stop Watchin Me (featuring Malik et Txx Will)  | Inédit                                            | 4:34  |